# Sophronica rufiniceps
Sophronica rufiniceps là một loài bọ cánh cứng trong họ Cerambycidae.